# 宇治上神社

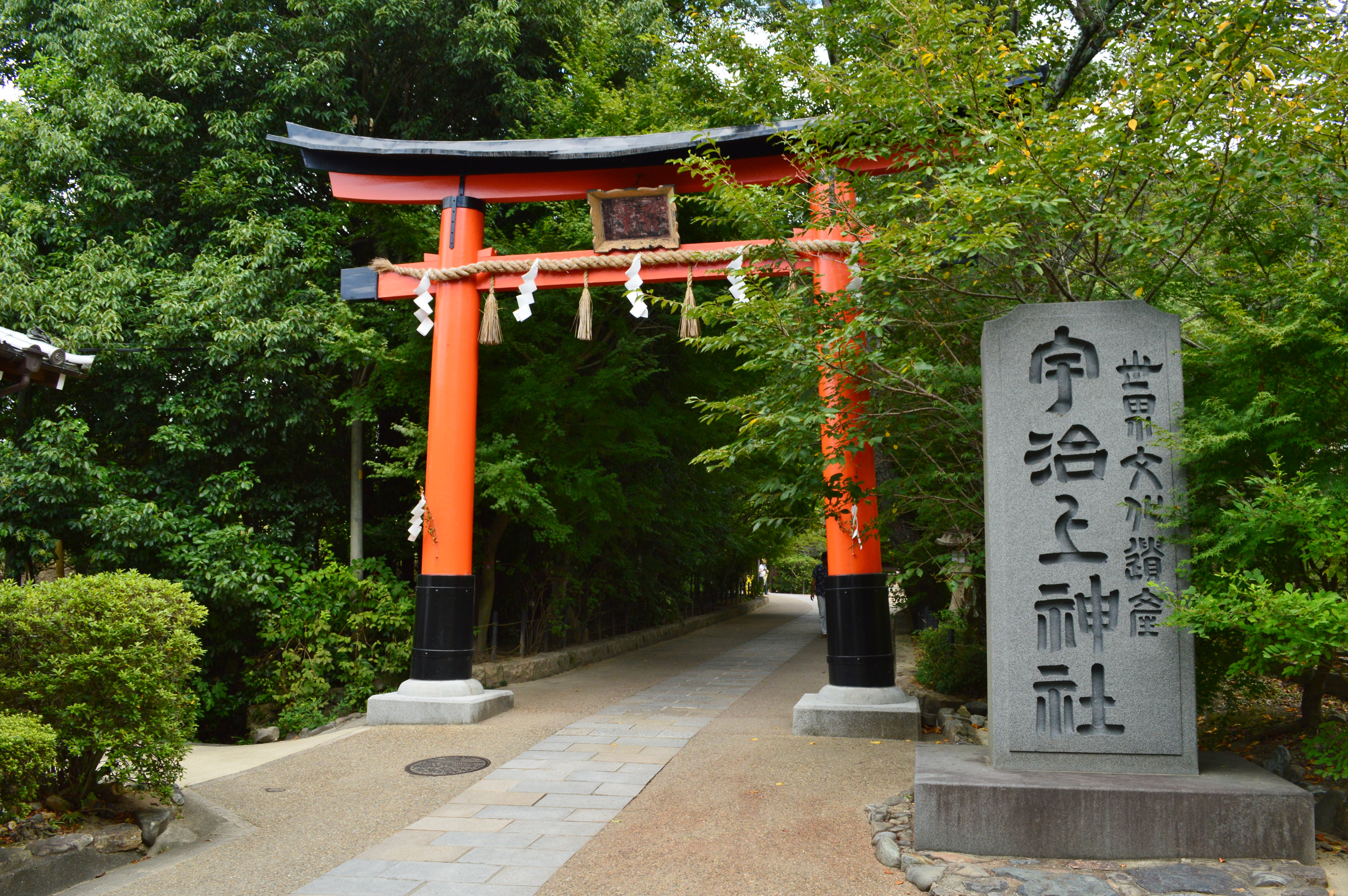
鳥居

宇治上神社（うじがみじんじゃ/うじかみじんじゃ）は、京都府宇治市宇治山田にある神社。式内社で、旧社格は村社。隣接する宇治神社とは対をなす。
ユネスコの世界遺産に「古都京都の文化財」の構成資産の1つとして登録されている。

## 祭神
祭神は次の3柱。

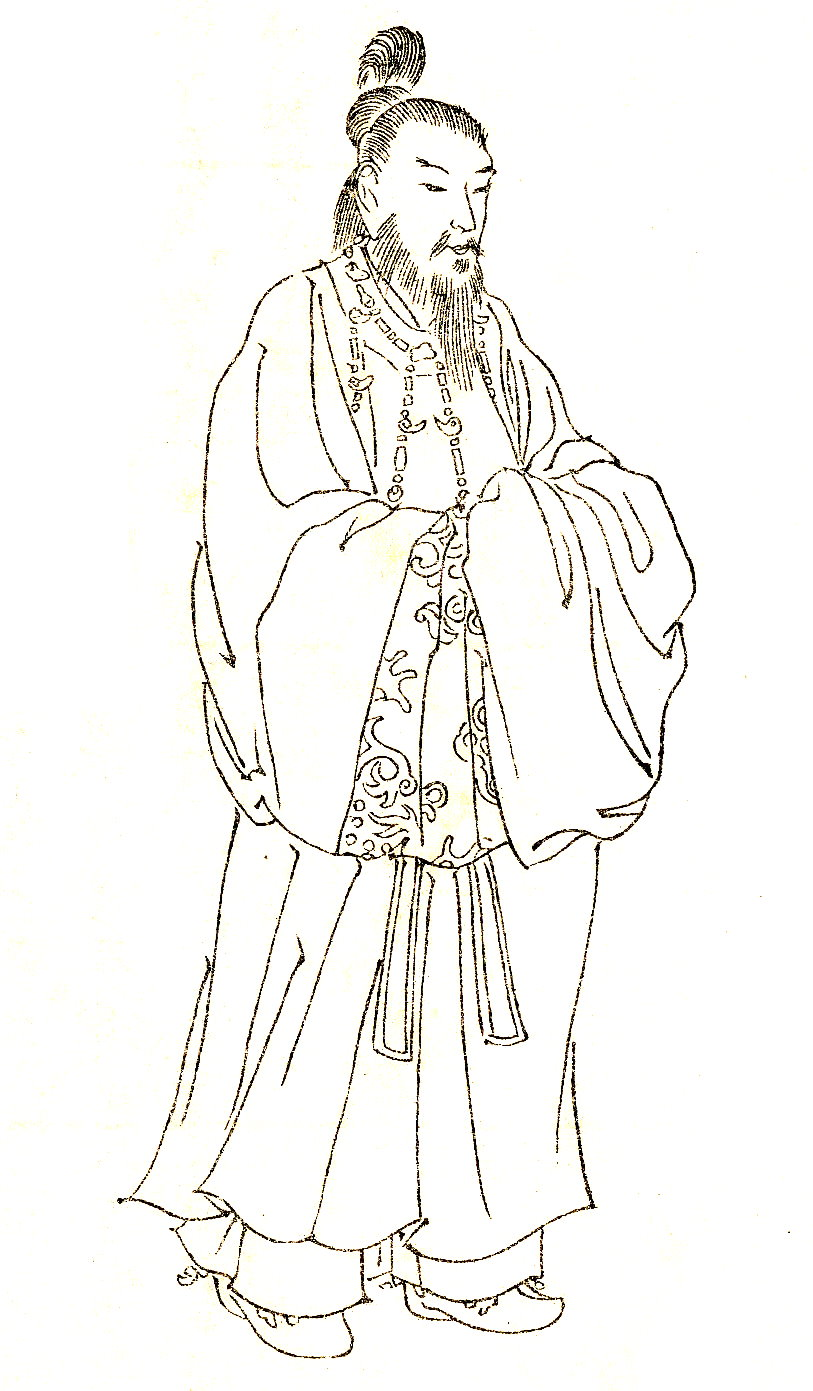
菟道稚郎子
（『前賢故実』）

- 左殿：菟道稚郎子命（うじのわきいらつこのみこと）
『日本書紀』では「菟道稚郎子」、『古事記』では「宇遅之和紀郎子」と表記される。応神天皇皇子。天皇に寵愛され皇太子に立てられたものの、異母兄の大鷦鷯尊（後の仁徳天皇）に皇位を譲るべく自殺したという話で知られる。
- 中殿：応神天皇
第15代天皇。菟道稚郎子命の父。
- 右殿：仁徳天皇
第16代天皇。菟道稚郎子命の異母兄。

延長5年（927年）成立の『延喜式』神名帳で「宇治神社二座」と見える2座のうち1座に比定される。この「二座」を祭神と見た場合、菟道稚郎子を1座とすることは動かないものの、もう1座については父の応神天皇・異母兄の仁徳天皇・母の矢河枝比売とする諸説がある。

## 歴史

### 創建
創建年代などの起源は明らかではない。宇治上神社のすぐ近くには宇治神社があるが（北緯34度53分27.77秒 東経135度48分38.52秒 / 北緯34.8910472度 東経135.8107000度）、宇治上神社とは二社一体の存在であった。宇治上神社の境内は『山城国風土記』に見える菟道稚郎子の離宮「桐原日桁宮」の旧跡であると伝え、両社旧称の「離宮明神」もそれに因むといわれる。
宇治上神社の境内には「天降石」・「岩神さん」と呼ばれる巨石があり、磐境信仰による創祀という説もある。

### 概史
延長5年（927年）成立の『延喜式』神名帳では山城国宇治郡に「宇治神社二座 鍬靫」の記載があるが、その2座はそれぞれ宇治神社・宇治上神社に比定される。なお、宇治上神社の本殿は本来左右2棟であるとして、「宇治神社二座」は宇治上神社のみを指すという説もある（3棟の建築年代については後述）。神名帳の「鍬靫」の記載は、祈年祭の際に朝廷から鍬・靫の奉献があったことを意味する。近くに平等院ができると、両社はその鎮守社とされたという。
明治以前は宇治上神社は「上社」・「本宮」、宇治神社は「下社」・「若宮」と呼ばれたほか、両社を合わせて「宇治離宮明神」・「宇治離宮八幡宮」と総称された。
明治に入って宇治神社とは分離し、近代社格制度では村社に列した。
2004年（平成16年）2月の奈良文化財研究所や宇治市などによる年輪年代測定調査では、本殿は1060年頃のものとされて「現存最古の神社建築」であることが裏付けられた。また、永承7年（1052年）創建の平等院との深い関連性が指摘されている。

## 境内

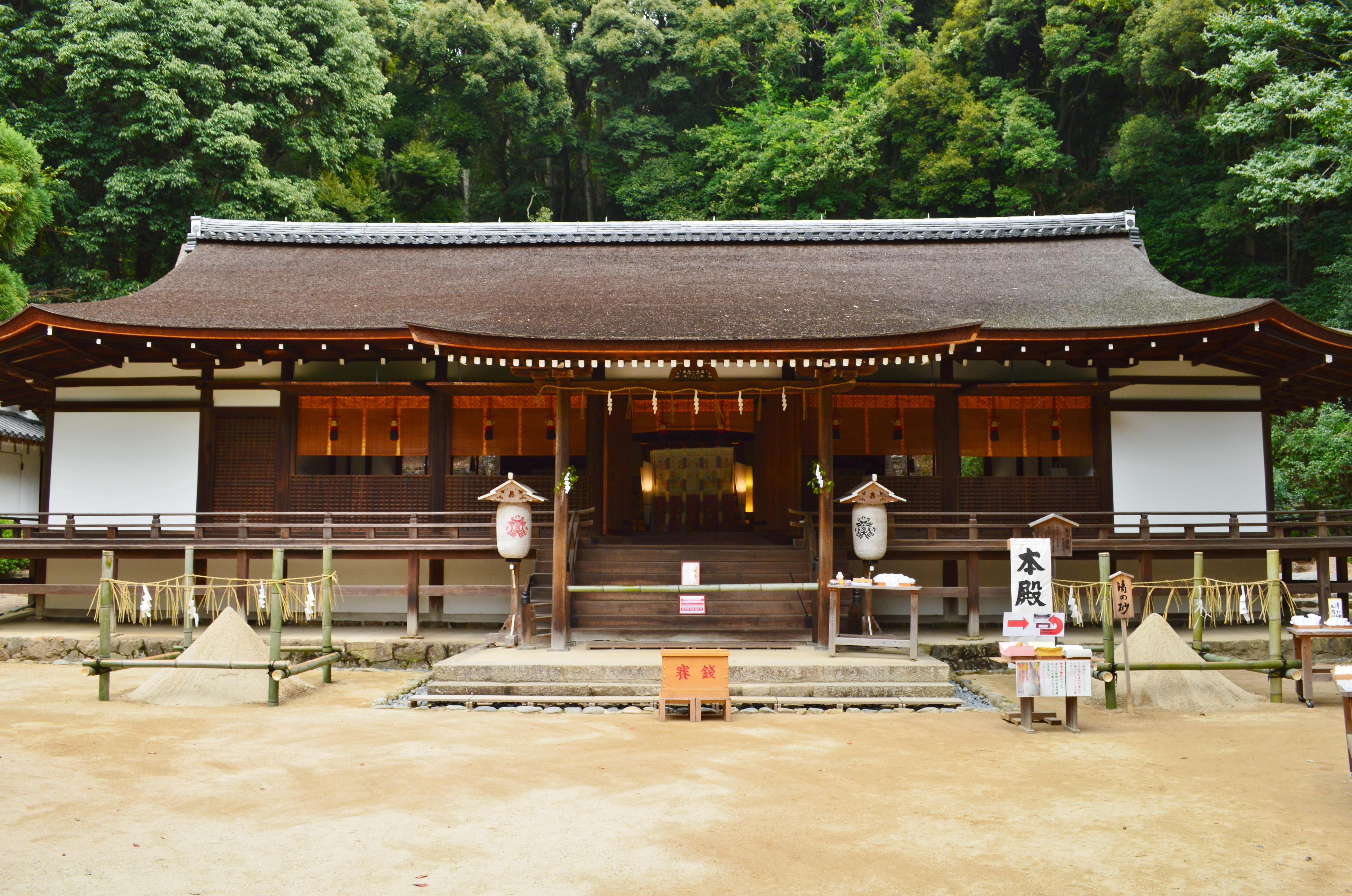
拝殿（国宝）

- 本殿（国宝） - 平安時代後期の造営で、神社建築としては現存最古とされる。流造、桁行5間（正面）、梁間（側面）3間、檜皮葺きの建物内に、一間社流造の内殿3棟が左右に並ぶ（「間」は長さの単位ではなく、柱間の数を意味する）。内殿は左殿（向かって右）に菟道稚郎子命、中殿に応神天皇、右殿（向かって左）に仁徳天皇を祀る（左殿・中殿・右殿を順に第一殿・第二殿・第三殿ともいう）。左殿と右殿は組物が三斗で、組物間に蟇股を置くなど、形式・規模がほぼ等しいが、細部の様式から左殿の方が年代が上がるとみられる。中殿は左右殿より規模が小さく、組物を舟肘木とし、蟇股を用いないなど、形式にも違いがある。外側の桁行5間、梁間3間の建物は内殿の覆屋にあたるが、内殿と覆屋は構造的に一体化しており、左殿と右殿の側廻りや屋根部分は覆屋と共通になっている。左殿と右殿の内陣扉内側には彩絵があり、建物とは別個に「絵画」として重要文化財に指定されている。左殿の扉絵は唐装の童子像2体、右殿の扉絵は束帯・持笏の随身像2体で、剥落が多いが、平安時代にさかのぼる垂迹画の作例として貴重である。この本殿は国宝に指定されている[4]。
- 拝殿（国宝） - 鎌倉時代前期の造営で、寝殿造の遺構といわれる。切妻造、檜皮葺き。桁行6間、梁間3間の主要部の左右に各1間の庇を付す。桁行6間のうち、向かって左端の1間は柱間が狭く、隣接する庇部分とともに閉鎖的な1室を構成する。建物右端の庇部分も1室となり、これらに挟まれた中央の桁行5間 x 梁間3間分を広い1室とする。屋根は切妻造平入りの屋根の左右端に片流れの庇屋根を設ける。切妻屋根と庇屋根の接続部で軒先の線が折れ曲がっており、こうした形を縋破風（すがるはふ）と称する。周囲に榑縁（くれえん）をめぐらし、内部は板床と天井を張り、蔀戸を多用した住宅風の構えである。この拝殿は、本殿同様に国宝に指定されている[5]。

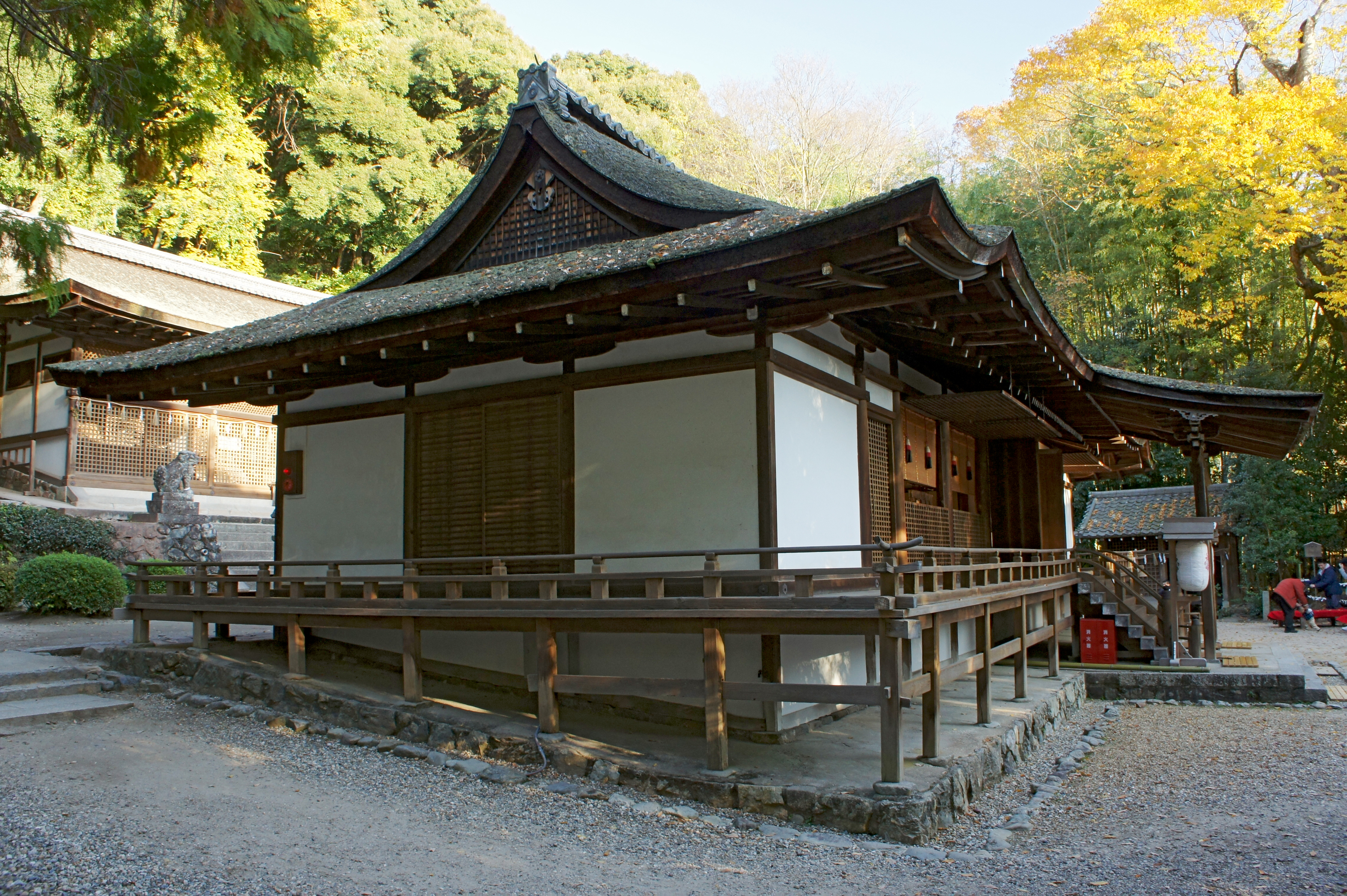
拝殿（側面より）

### その他
- 天降石 - 「岩神さん」とも呼ばれている。「隕石である」、や「かつて何らかの社があった跡」ともいわれる。磐境信仰による創祀という説もある。
- 桐原水 - 桐原水と称される湧き水があり、「宇治七名水」のうちでは唯一現存するものである。
- 表門
- 社務所

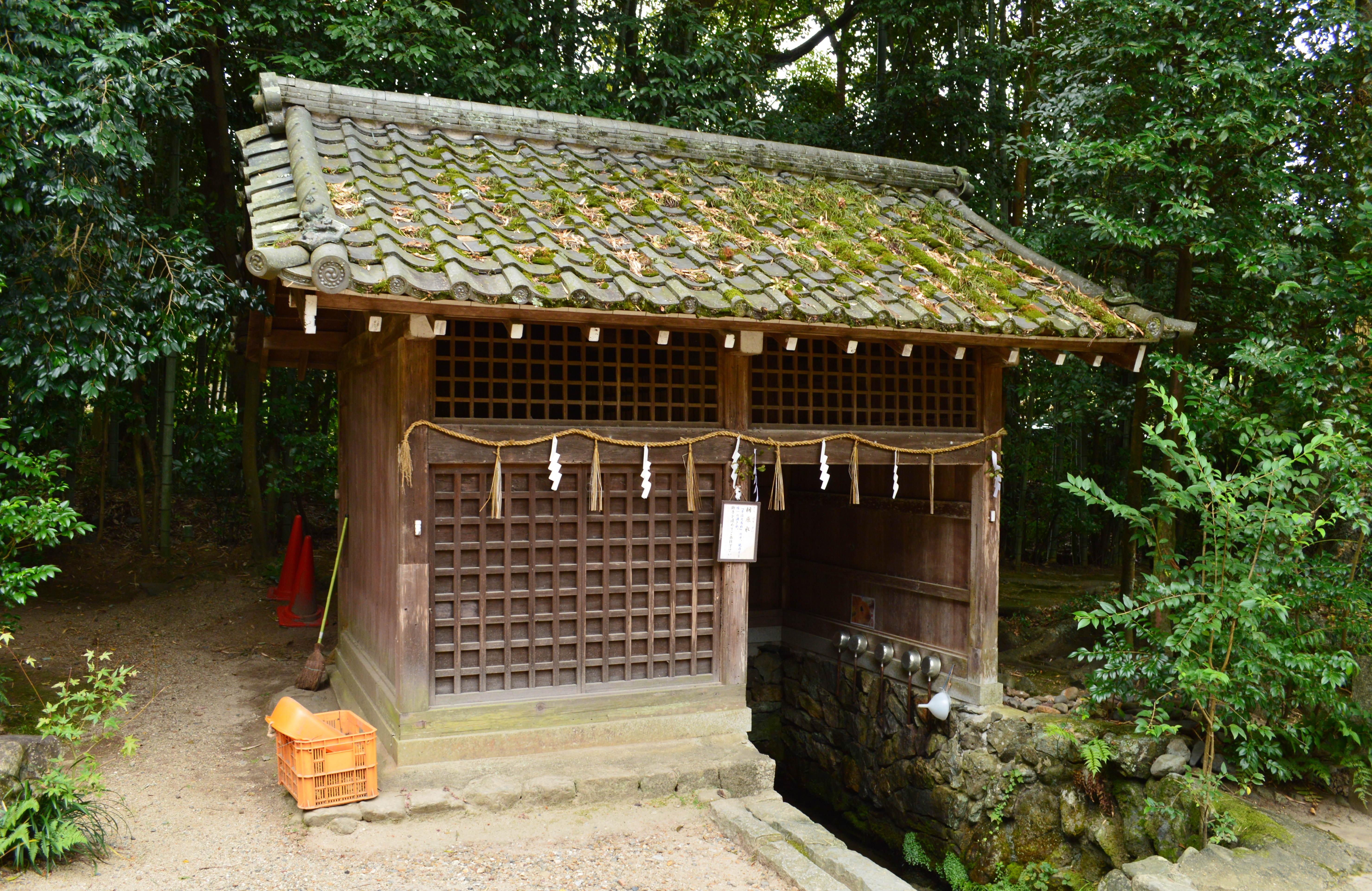
桐原水の建屋
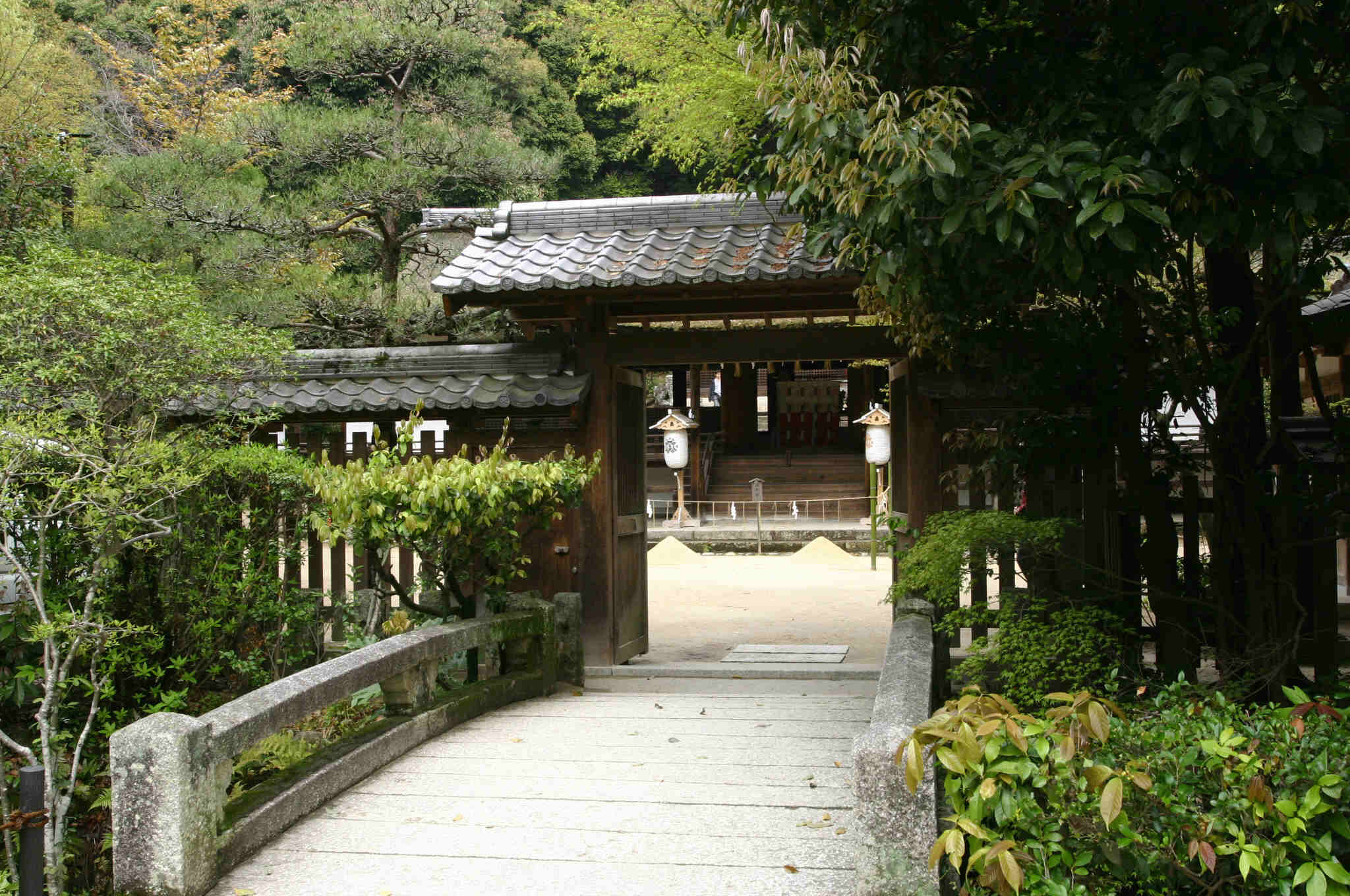
表門

## 摂末社

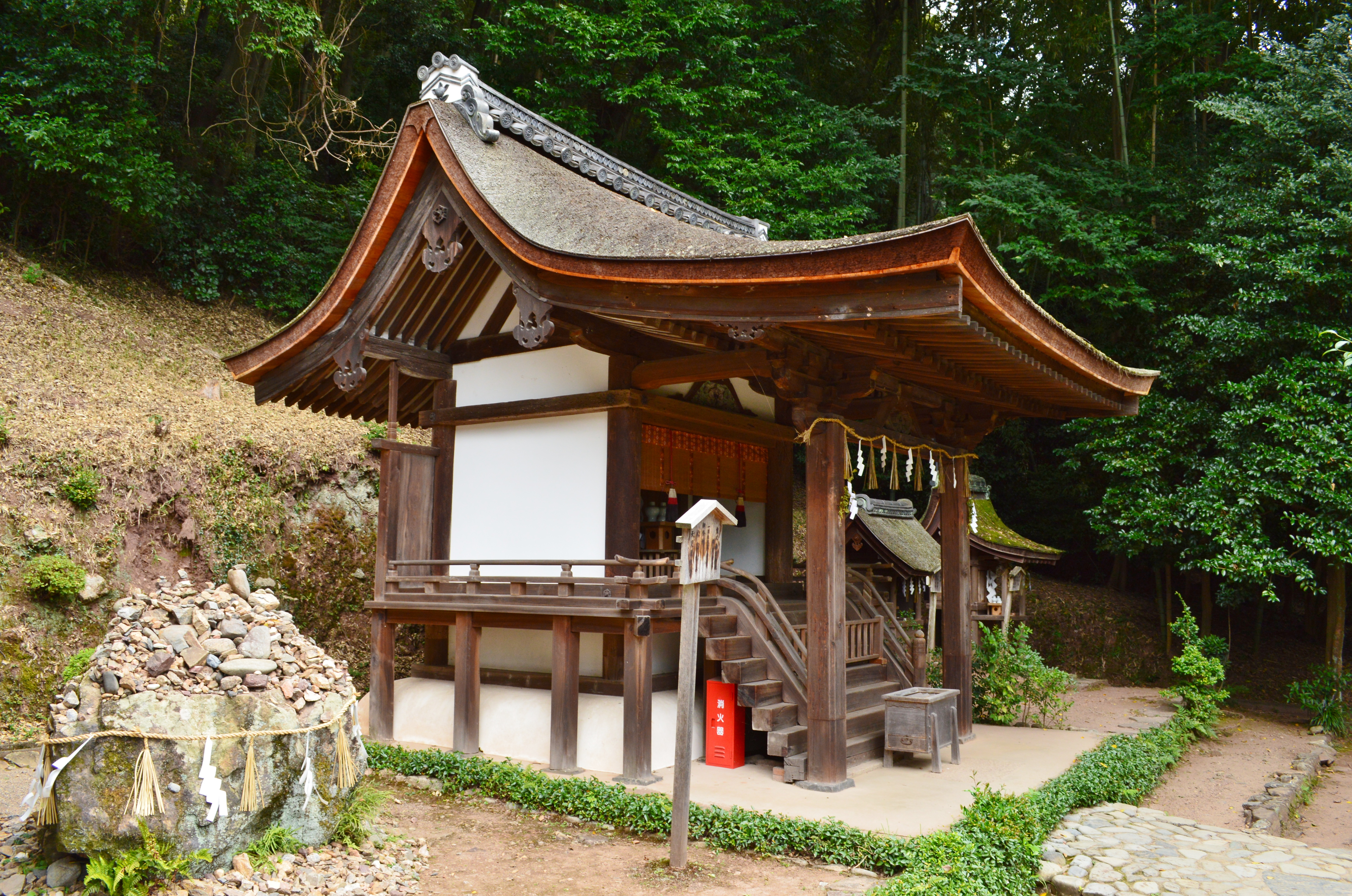
春日社（国の重要文化財）

- 春日社（重要文化財） - 祭神：建甕槌命、天児屋根命。社殿は一間社流造で、檜皮葺。鎌倉時代後期の造営とされる[6]。
- 住吉社 - 祭神：住吉三神
- 香椎社（京都府指定有形文化財） - 祭神：神功皇后、武内宿禰神
- 武本稲荷社（京都府指定有形文化財） - 祭神：倉稲魂命
- 厳島社（京都府指定有形文化財） - 祭神：市杵島姫命

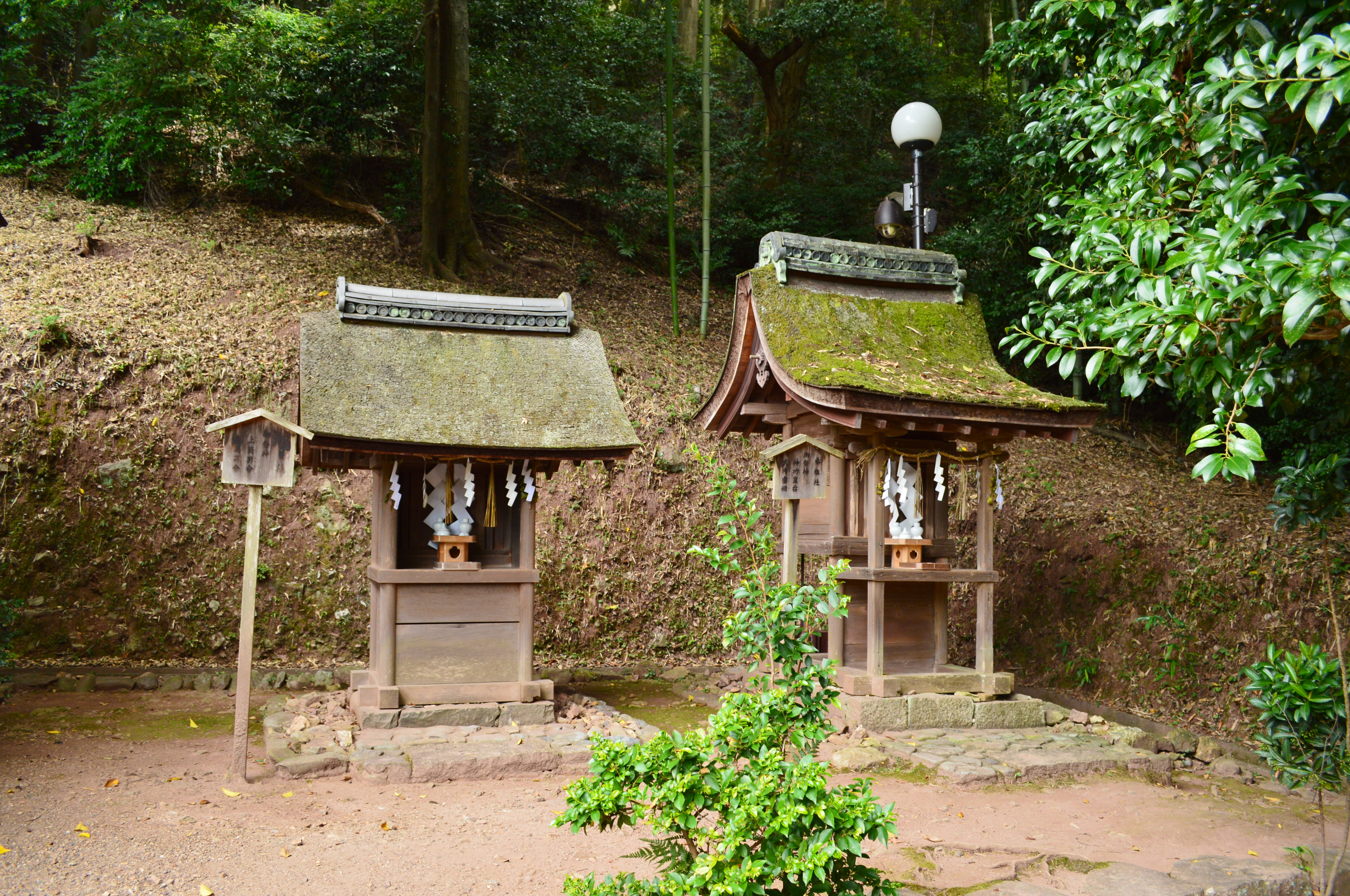
住吉社（手前）と香椎社（奥）
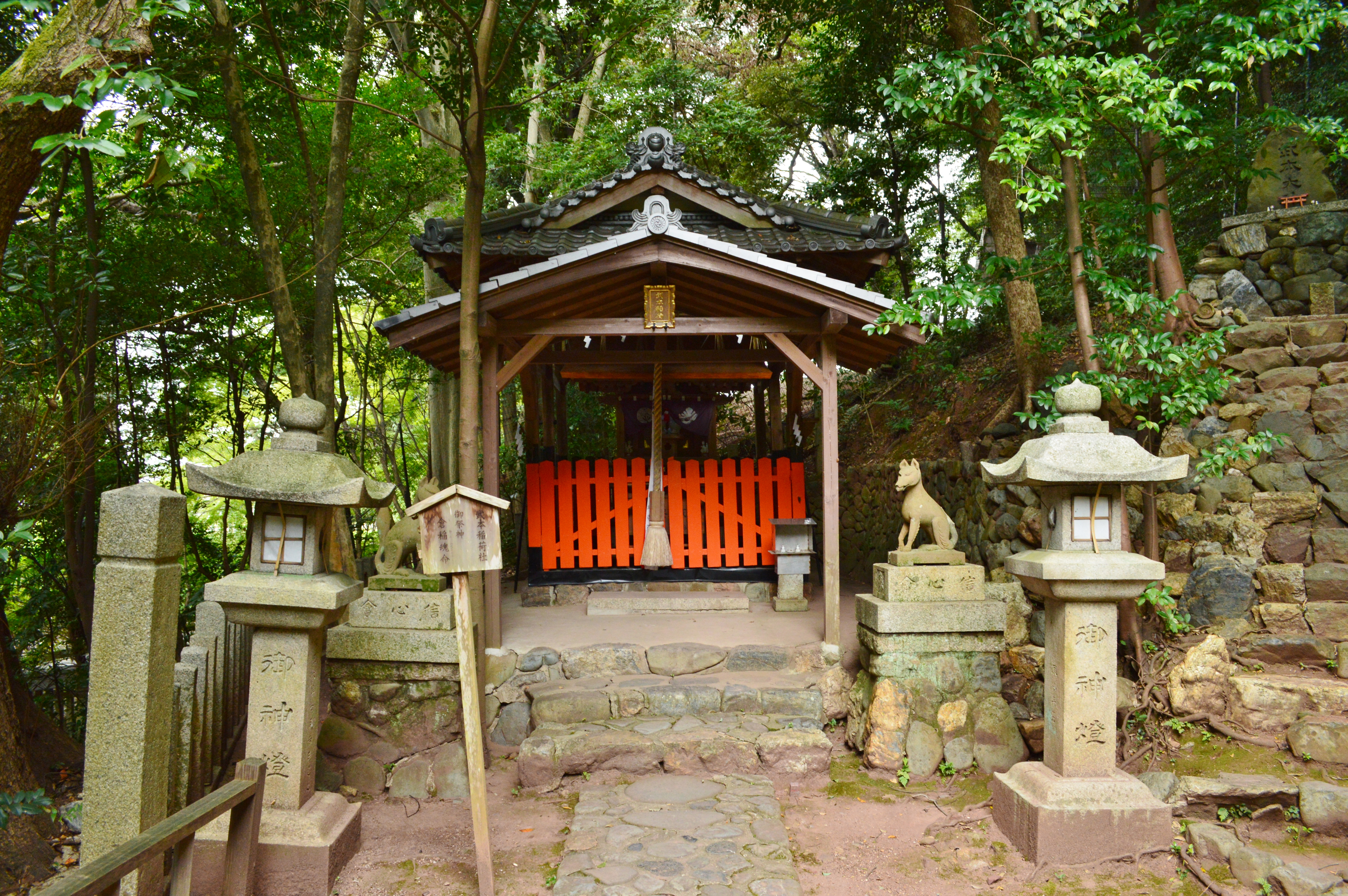
武本稲荷社
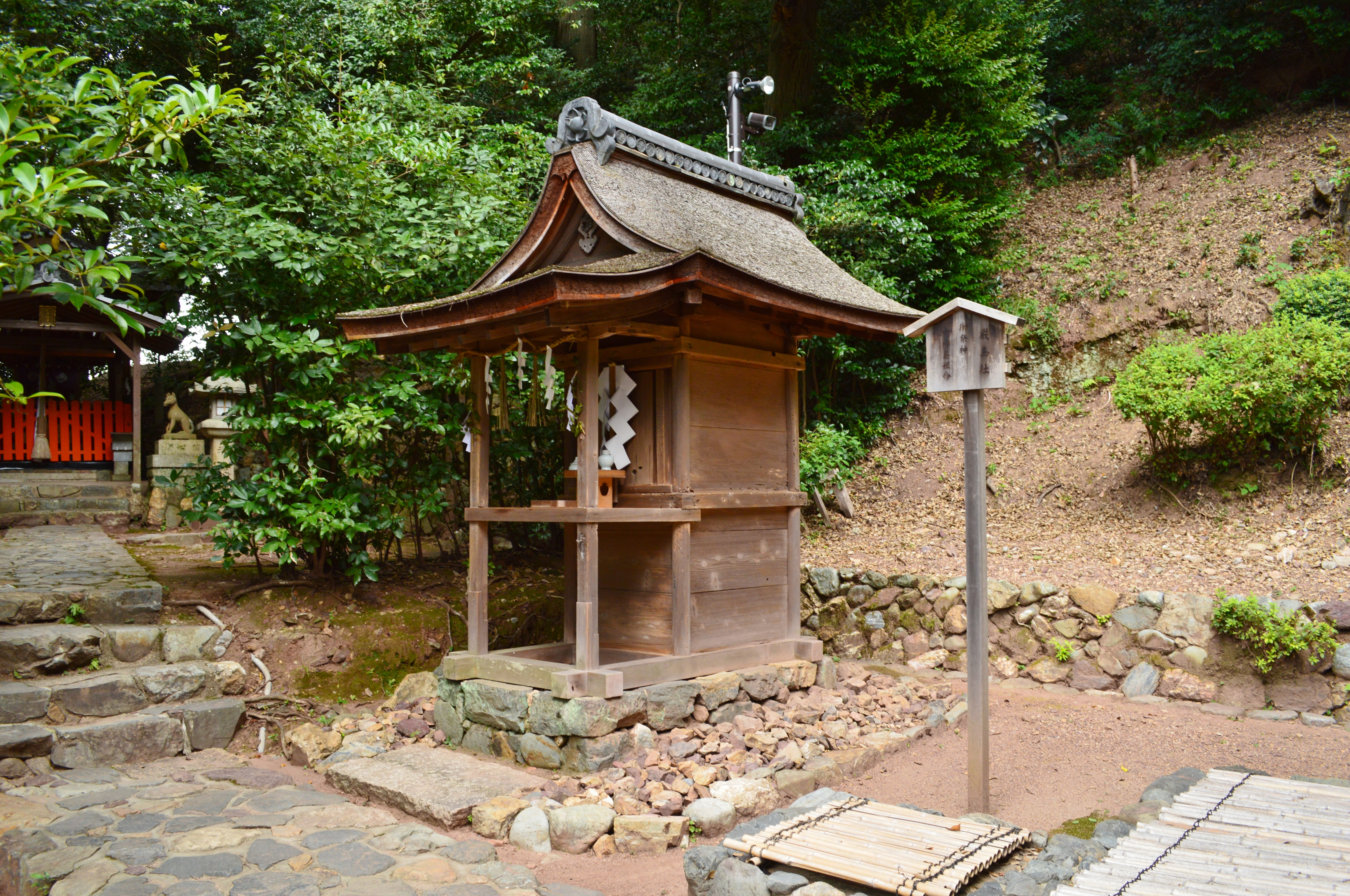
厳島社
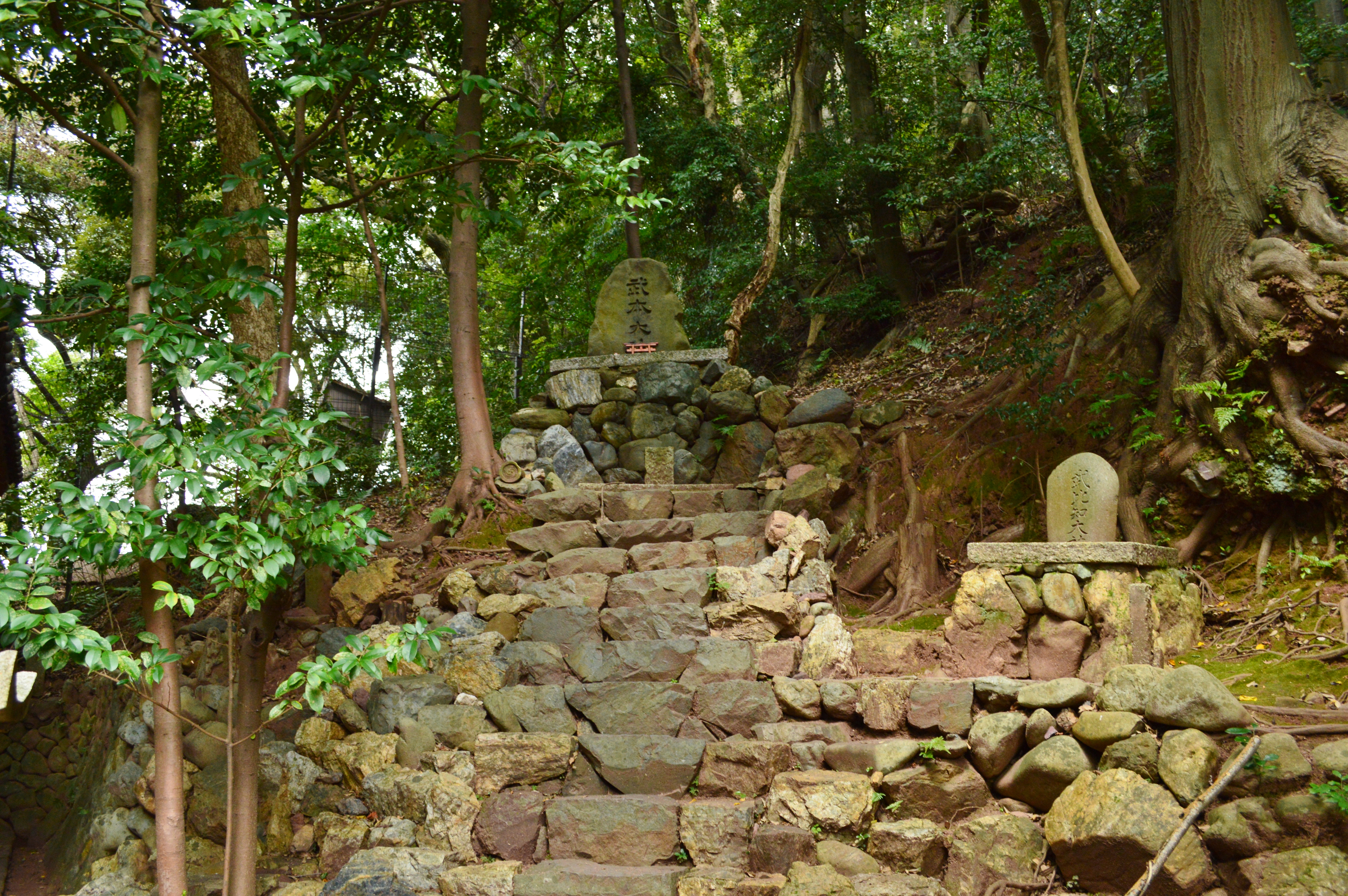
武本大神

## 祭事
- 歳旦祭 （1月1日）
- 日待祭 （1月15日）
- 春季例大祭 （5月1日-5日） - 宇治市槙島町の氏子が5月5日の本祭を執り行う。
- 新茶献茶式 （6月1日） - 上林春松、福寿園、辻利兵衛、中村藤吉等が参列。献茶担当は瑞芳菴流煎茶道。
- 八朔祭 （9月1日） - 通称「砂持ち」。
- 日待祭 （10月14日）
- 新嘗祭 （12月15日）

## 文化財

### 国宝
- 本殿（建造物）
平安時代後期の造営。1902年（明治35年）4月17日に古社寺保存法に基づき特別保護建造物に指定、1950年（昭和25年）の文化財保護法施行により重要文化財に指定、1952年（昭和27年）3月29日に国宝に指定[7]。
- 拝殿（附 桟唐戸4枚、蟇股1箇）（建造物）
鎌倉時代前期の造営。1902年（明治35年）7月31日に古社寺保存法に基づき特別保護建造物に指定、1950年（昭和25年）の文化財保護法施行により重要文化財に指定、1952年（昭和27年）11月22日に国宝に指定[8]。

### 重要文化財（国指定）

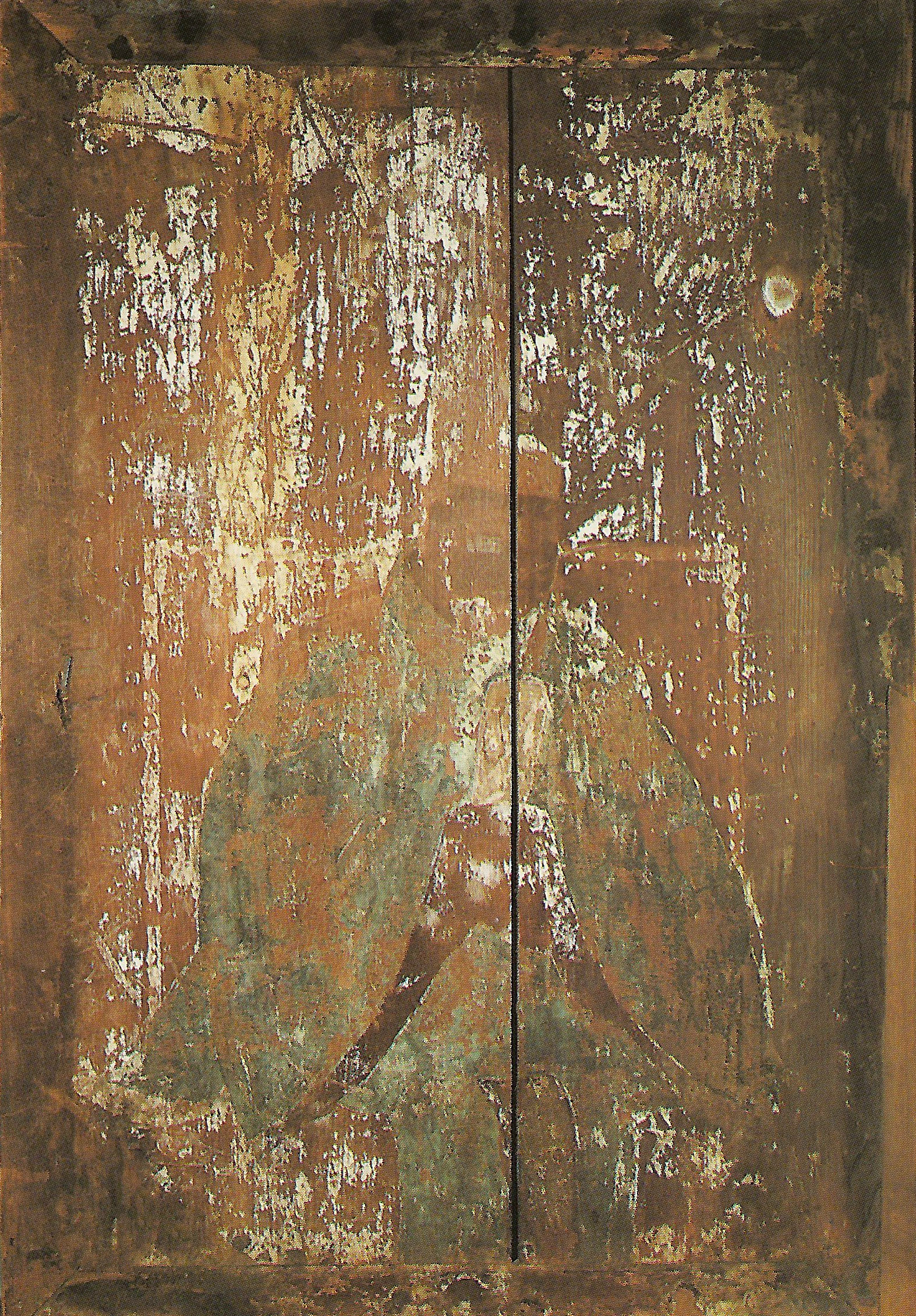
本殿扉絵
（国の重要文化財）右殿の随身像。

- 摂社春日神社本殿（建造物）
鎌倉時代後期の造営。1912年（明治45年）2月8日に古社寺保存法に基づき特別保護建造物に指定、1950年（昭和25年）の文化財保護法施行により重要文化財に指定[6]。
- 本殿扉絵（板絵著色） 4面（絵画）
第一殿に童子像2枚、第三殿に随身像2枚。平安時代の作。1977年（昭和52年）6月11日指定[9]。

### 京都府指定有形文化財
- 末社厳島社
- 末社香椎宮
- 末社武本稲荷社
- 宇治上神社文書 1,060点

## 現地情報
所在地
- 京都府宇治市宇治山田59

交通アクセス
- 鉄道
  - 京阪電気鉄道（京阪電鉄）宇治線 宇治駅 （徒歩10分）
  - 西日本旅客鉄道（JR西日本）奈良線 宇治駅 （徒歩20分）

周辺
- 宇治神社
- 平等院
- 菟道稚郎子尊 宇治墓